# Стража (Качаник)
Стража (алб. Strazhë) је насеље у општини Качаник на Косову и Метохији. Атар насеља се налази на територији катастарске општине Стража површине 1151 ha. Налази се у подножју највишег шарпланинског врха. У селу је постојала српска црква са гробљем, али по исељењу српског и македонског живља црква је порушена, а гробље око ње уништено.

## Демографија
Насеље има албанску етничку већину.
Број становника на пописима:
- попис становништва 1948. године: 232
- попис становништва 1953. године: 248
- попис становништва 1961. године: 256
- попис становништва 1971. године: 243
- попис становништва 1981. године: 274
- попис становништва 1991. године: 308